# Rijke Claren van Leuven

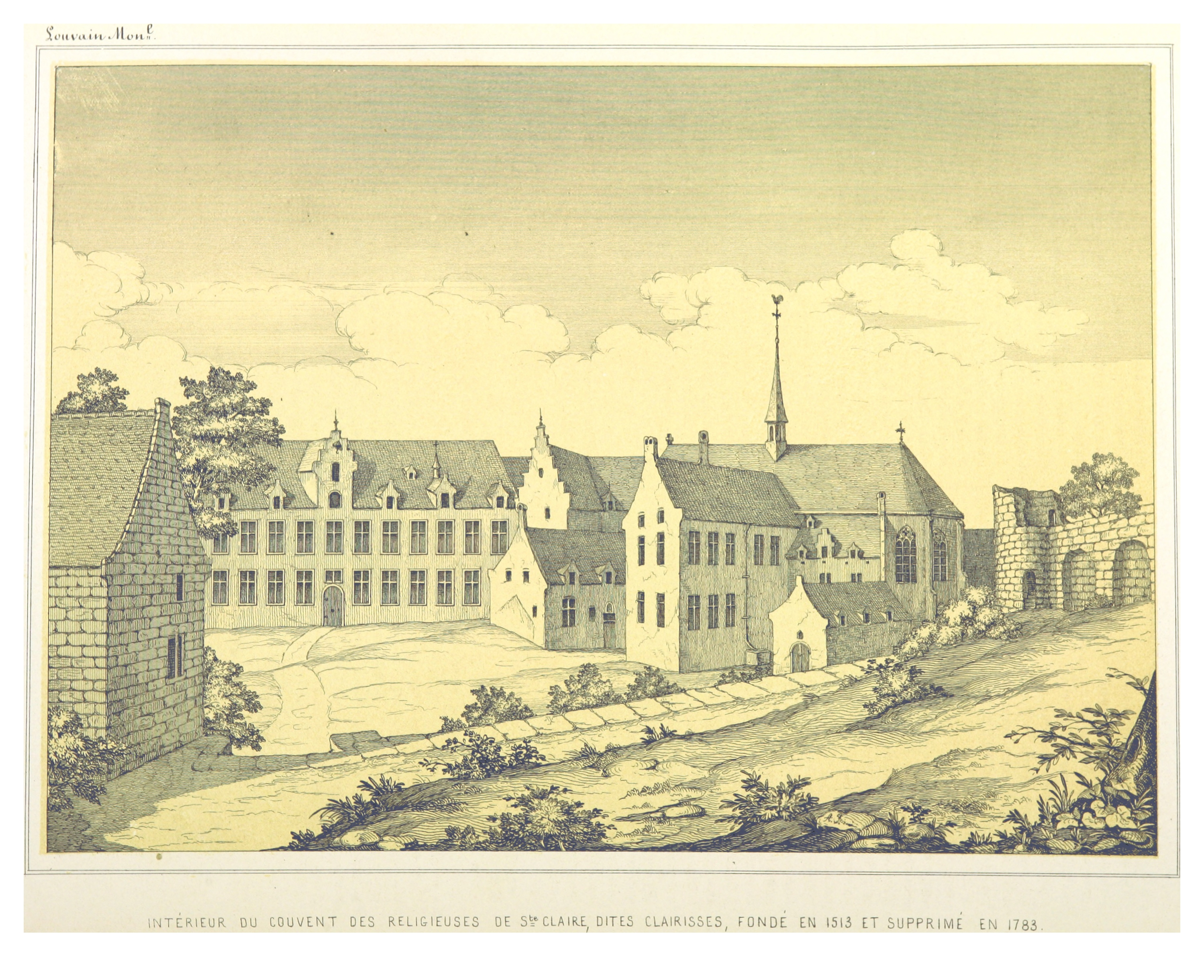
Clarissenklooster met binnenplein

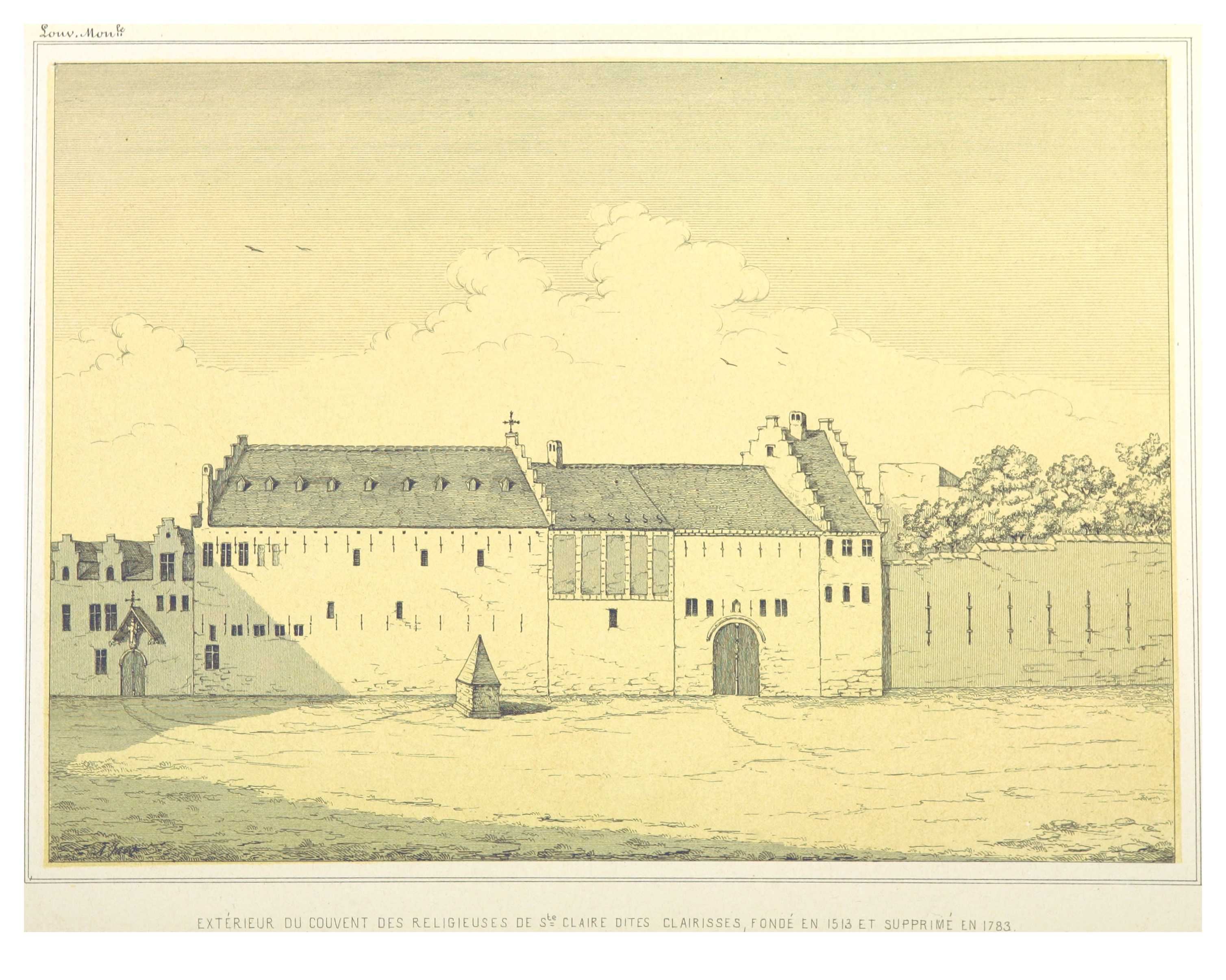
buitenzijde

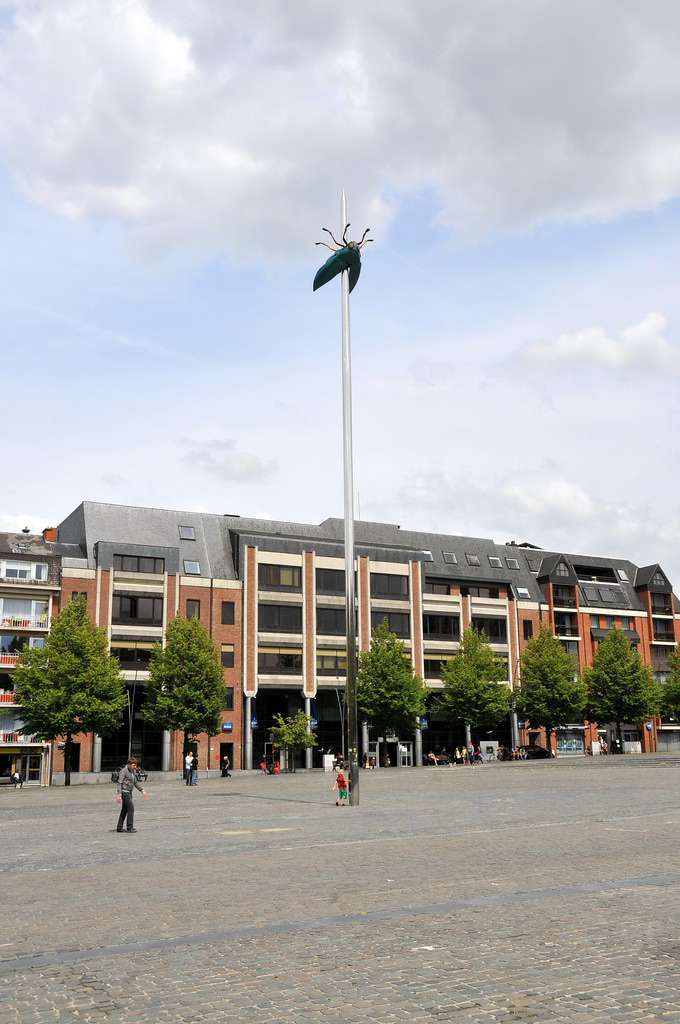
Ladeuzeplein in Leuven

De Rijke Claren waren de nonnen van gegoede afkomst van een clarissenklooster dat tussen 1513 en 1783 bestond in het centrum van Leuven, toentertijd de Zuidelijke Nederlanden. Het klooster was gevestigd aan het latere Ladeuzeplein.

## Spaanse Nederlanden
De oorsprong gaat terug tot de Spaanse Nederlanden. In 1513 ontving Catharina van Oppendorp, weduwe van ridder Jan van Bulloys, de toestemming van paus Julius II om haar woonhuis tot een klooster om te vormen. Ze koos voor de Rijke Claren of Urbanisten, een stroming binnen de kloosterorde der Clarissen. Oppendorp had een landhuis op een zanderige heuvel in het centrum van Leuven. Het landgoed liep van het Breugelcollege tot aan de eerste ringmuur van de stad (vandaag: Ravenstraat). Haar huis was gelegen aan de Nieuwstraat. Deze straat is de huidige Vanderkelenstraat die evenwel doorliep in een knik naar de Tiensestraat. Oppendorp kocht enkele buurhuizen erbij. De eerste Clarissen die introkken, kwamen van het klooster in Hoogstraten. In de jaren 1597 en 1613 werd er belangrijk bijgebouwd, inbegrepen een gotisch kerkje met drie altaren in renaissancestijl. Het heuvelcomplex bestond niet alleen uit kloostercellen; er was een gastenhuis, brouwerij, opslagschuur, ziekenverblijf en meerdere andere gebouwen rondom een grote centrale tuin. Een vereiste voor dames om in te treden was te behoren tot een begoede familie.

## Oostenrijkse Nederlanden
Keizer Jozef II van Oostenrijk schafte het klooster af in 1783, wegens zijn nutteloos karakter. Dit was een deel van zijn kerkenpolitiek van jozefinisme. Het Oostenrijks leger gebruikte de leegstaande gebouwen, onder meer als militaire bakkerij. In 1786 kocht hofarchitect Louis Montoyer het complex en smeet alle gebouwen af; met dezelfde sloopwerken smeet hij ook de oude ringmuur van de stad af. Eenmaal alles met de grond gelijk gemaakt (1787), besliste Jozef II dat de stad Leuven het heuvelachtig terrein moest opkopen van L. Montoyer. Dit verkoopbedrag (1.000 Oostenrijkse florijnen) was lager dan het aankoopbedrag (2.050 florijnen) van L. Montoyer een jaar eerder. 
In de volksmond had het plein waaraan het klooster lag de naam Jeirkerlisse (= aarden Clarissen, of het Clarissenplein zonder straatstenen), het latere Ladeuzeplein; het stond in tegenstelling tot de Steenkerlisse (= stenen Clarissen, of het Clarissenplein mèt kasseien), het latere Herbert Hooverplein.